# Amjad Attwan
Amjad Attwan Kadhim al-Magsoosi (arabisch أمجد عطوان كاظم الموسوسي, DMG Amǧad ʿAṭwān Kāẓim al-Mausūsī; * 12. März 1997 in Kut) ist ein irakischer Fußballspieler. Er wurde mit verschiedenen Klubs bislang zwei Mal irakischer als auch einmal kuwaitischer Meister.

## Karriere

### Verein
Anfang 2014 wechselte er vom al-Kut SC zum Karbala SC, wo er erste Einsätze in der ersten Liga sammelte. Bereits Ende September des Jahres wechselte er dann aber weiter zum Naft al-Wasat SC und beendete seine Zeit hier am Ende der Saison 2014/15 dann auch mit einem ersten Meistertitel. Zur Folgesaison ging es für ihn dann zu al-Shorta, mit welchen er aber keine erfolgreiche Saison spielte und so danach wieder zu Naft al-Wassat zurückkehrte. Sein nächster Wechsel danach fand dann im Januar 2018 zu al-Najaf statt, wo er über die verbliebene Zeit in der Spielrunde 2017/18 zwar acht Tore beisteuerte, seine Mannschaft aber nur auf dem sechsten Platz landete. Danach kehrte er wieder einmal zu al-Shorta zurück, wurde ein weiteres Mal Meister und verblieb dort bis Januar 2020.
Zu diesem Zeitpunkt wechselte erstmals ins Ausland und schloss sich in Kuwait dem Kuwait SC an, wo er bis zum Saisonende noch einmal Teil der Mannschaft war und auch hier die Meisterschaft mit seinem Klub gewann. Danach schloss er sich nun zum dritten Mal al-Shorta an landete hier am Ende der Spielzeit 2020/21 bei zwölf selbst erzielten Treffern, mit seinem Team auf dem vierten Platz. Weiter ging es in der darauffolgenden Spielzeit nun in Katar, wo er für zwei Spielrunden Teil der Mannschaft von al-Shamal wurde.
Seit Anfang September 2023, ist er nun wieder zurück im Irak. Diesmal beim Zakho SC.

### Nationalmannschaft
Seinen ersten bekannten Einsatz im Trikot der irakischen A-Nationalmannschaft hatte er am 18. März 2016 bei einer 0:1-Freundschaftsspielniederlage gegen Syrien. Nach zwei weiteren Spielen in der Qualifikation für die Weltmeisterschaft 2018, war er dann auch Teil der Olympiaauswahl beim Turnier der Spiele im Jahr 2016. Dort wurde er in allen drei Gruppenspielen seiner Mannschaft eingesetzt, welche am Ende mit drei Unentschieden nach dieser Phase ausschied. Danach wurde er weiter in Qualifikationsspielen für die WM und weiteren Freundschaftspartien eingesetzt.
Seine erste Turnierteilnahme folgte dann mit dem Golfpokal 2018, wo er es mit seiner Mannschaft bis ins Halbfinale schaffte. Danach folgten eine Vielzahl an weiteren Freundschaftsspieleinsätzen, an dessen Ende auch eine Nominierung für den Turnier-Kader bei der Asienmeisterschaft 2019 stand. Dort erhielt er Einsätze in zwei Gruppenspielen sowie bei der 0:1-Viertelfinalniederlage gegen Gastgeber Katar. Nach weiteren Freundschaftsspielen war im Sommer des Jahres dann auch bei der Westasienmeisterschaft 2019 dabei, wo er mit seinem Team das Finale erreichte. Später folgten dann auch noch Einsätze in der Qualifikation für die Weltmeisterschaft 2022 sowie der Golfpokal 2019, bei welchem seine Mannschaft bis ins Halbfinale kam.
Nach weiteren Qualifikationsspielen war er auch beim Arabien-Pokal 2021 dabei und kam dort in zwei Gruppenspielen zum Einsatz. Sein bislang neuster Turnierauftritt war beim Golfpokal 2023, wo er mit seinem Team den Titel gewann.